# Неролі

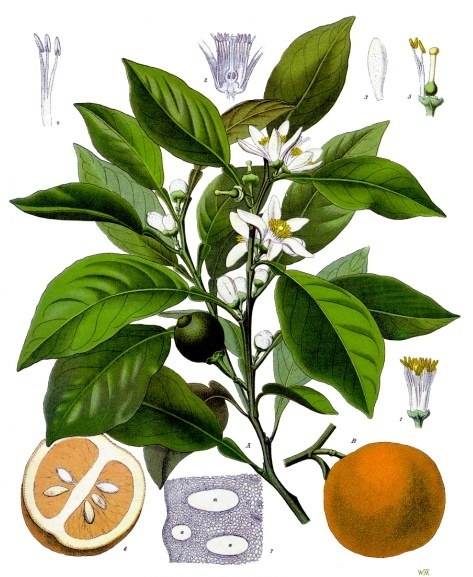
Листя, квіти та плоди гіркого апельсину

Олія неролі — це ефірна олія, яку отримують із квітів гіркого апельсина (Citrus aurantium subsp. amara або Bigaradia ). Аромат цієї олії солодкий, медовий, з нотами металу, із зеленими та пряними відтінками. Флердоранж також отримують з цих квітів, і обидва екстракти широко використовуються в парфумерії. Апельсиновий цвіт або флердоранж має солодший, тепліший і більш квітковий аромат у порівняні з неролі. Ця різниця обумовлена особливостями процесу екстракції олії з квітів. Неролі екстрагують за допомогою дистиляції з водяною парою, а апельсиновий цвіт екстрагують за допомогою процесу анфлеражу, який зараз рідко використовується через надмірну вартість, або екстракції розчинником.

## Виробництво
Наприкінці квітня — на початку травня квіти збирають вручну. Олію отримують шляхом дистиляції з водяною парою. Туніс, Марокко, Єгипет є лідерами серед країн-виробників неролі.

## Історія
Наприкінці 17 століття Анна Марія де Латремуй, принцеса дез Юрсен, герцогиня Браччано та принцеса Нерола (Італія), ввела у моду есенцію померанця як аромат для ароматизації своїх рукавичок і ванни. Саме тому використовується термін «неролі» для назви цієї ефірної олії. Неролі має освіжаючий і характерний, пряний аромат із солодкими та квітковими нотами.

## Використання

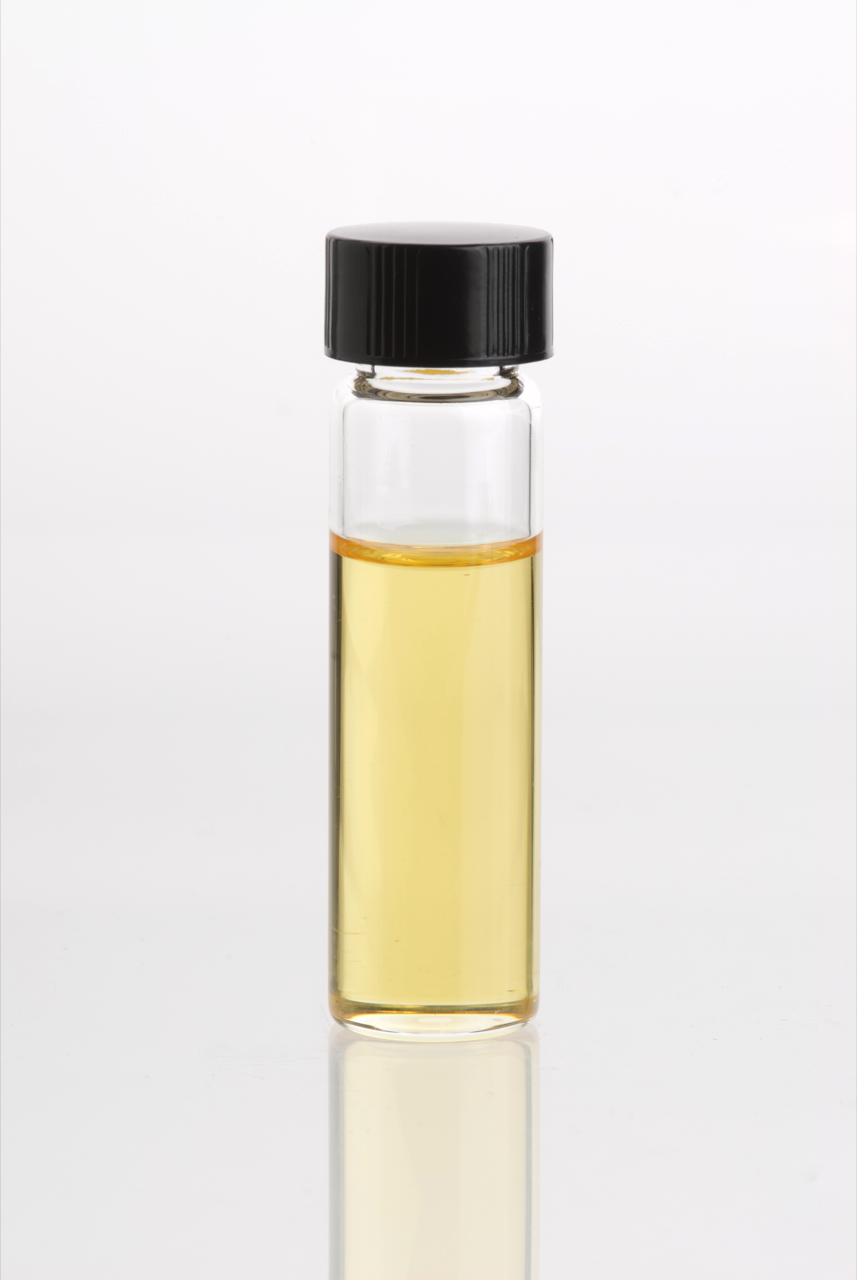
Ефірна олія неролі (Citrus aurantium) у прозорому скляному флаконі

Неролі — одна з найбільш широко використовуваних квіткових олій у парфумерії. Як і багато інших видів сировини, неролі може викликати підвищену чутливість або сенсибілізацію внаслідок високого вмісту ароматичних терпенів, таких як, ліналоол, лімонен, фарнезол, гераніол і цитраль. Неролі добре поєднується з будь-якою цитрусовою олією, різними квітковими абсолютами та більшістю синтетичних компонентів, доступних на ринку.
Неролі обмежено використовують як харчовий ароматизатор. Існує думка, що олія неролі є одним із інгредієнтів у ретельно охоронюваному секретному рецепті безалкогольного напою Coca-Cola. Це смаковий інгредієнт рецептів коли з відкритим складом інгредієнтів , хоча деякі рецепти не містять його і вважають необов’язковим через високу вартість.
У медицині використовують як заспокійливий засіб у аромотерапії або у складі жувальної гумки, також ця олія має протисудомний ефект. У рандомізованих контрольованих дослідженнях було доведено ефективність аромотерапії з ефірною олією неролі у жінок під час пологів для зниження тривоги та зменшення болю, а у жінок після менопаузи - для зниження артеріального тиску та підвищення рівня естрогенів. Дія неролі на зниження артеріального тиску також була показана у пацієнтів перед колоноскопією. Ця олія неканцерогенна та немутагенна.

## Зовнішні посилання
- Запис у Британському фармацевтичному кодексі з 1911 року